# Keren Woodward
Keren Jane Woodward (nascida em 2 de abril de 1961)  é uma cantora inglesa que juntamente com Sara Dallin e Siobhan Fahey, fundou o grupo feminino Bananarama . Em 1986, o trio alcançou o primeiro lugar na Billboard Hot 100 dos EUA com sua versão de " Vênus ". Woodward e Dallin são as únicas integrantes que permaneceram no Bananarama, e ambas fazem parte do grupo há mais de 40 anos, desde 1979.

## Histórico
Woodward é um pianista com formação clássica; ela cantou em corais e atuou em teatro amador com Dallin, que conhece desde a infância. Depois de deixar a escola, Woodward trabalhou como funcionária de pensões na BBC em Portland Place, Londres.

## Carreira
Woodward formou o Bananarama com Dallin e Fahey, lançando seu primeiro single " Aie a Mwana " em 1981. Elas tiveram uma série de sucessos entre os Top-dez hits no Reino Unido e chegaram ao topo das paradas americanas em 1986 com " Vênus ". Fahey deixou a banda em 1988, sendo substituída por Jacquie O'Sullivan, que saiu em 1991.
Woodward e Dallin tem se apresentado como dupla desde 1991. Elas se reuniram brevemente com Fahey em abril de 2017 e receberam o Icon Award no Glamour Awards em junho de 2017. O trio fez um tour pelo Reino Unido em novembro e dezembro de 2017 e pela América do Norte em fevereiro de 2018. Suas últimas apresentações como trio ocorreram em agosto de 2018.

## Vida pessoal
Em meados da década de 1980, Woodward teve um relacionamento com o modelo David Scott-Evans, com quem teve um filho que nasceu em 31 de dezembro de 1986. Em 1990, Woodward começou a namorar Andrew Ridgeley, ex-integrante da dupla musical Wham!  Eles moravam com o filho dela em um celeiro convertido do século XV em Wadebridge, no norte da Cornualha . Eles terminaram o relacionamento em novembro de 2017.